# William Glyn Hughes Simon
William Glyn Hughes Simon (* 14. April 1903 in Swansea; † 14. Juni 1972) war ein britischer anglikanischer Erzbischof der Church in Wales und Autor.

## Leben
Simon studierte anglikanische Theologie am St Stephen’s House in Oxford. 1928 wurde er zum Diakon geweiht. Von 1953 bis 1957 war er Bischof von Swansea und Brecon. Von 1957 bis 1970 war Simon Bischof von Llandaff und von 1968 bis 1970 war er Erzbischof der Church in Wales. Als Autor verfasste er mehrere Werke. Simon war verheiratet und hatte vier Kinder. Simon erkrankte in seinen letzten Lebensjahren an Parkinson.

## Werke (Auswahl)
- 1953: The Origins of the Church in Wales, and her History up to the Reformation (Welsh Church Congress)
- 1959: Torch Commentary I Corinthians
- 1961: Then and Now
- 1962: The Landmark
- 1964: Feeding the Flock
- 1966: A Time of Change
- 1961: Übersetzung von: J. Danielou: The Ministry of Women in the Early Church.